# Calas de Mallorca

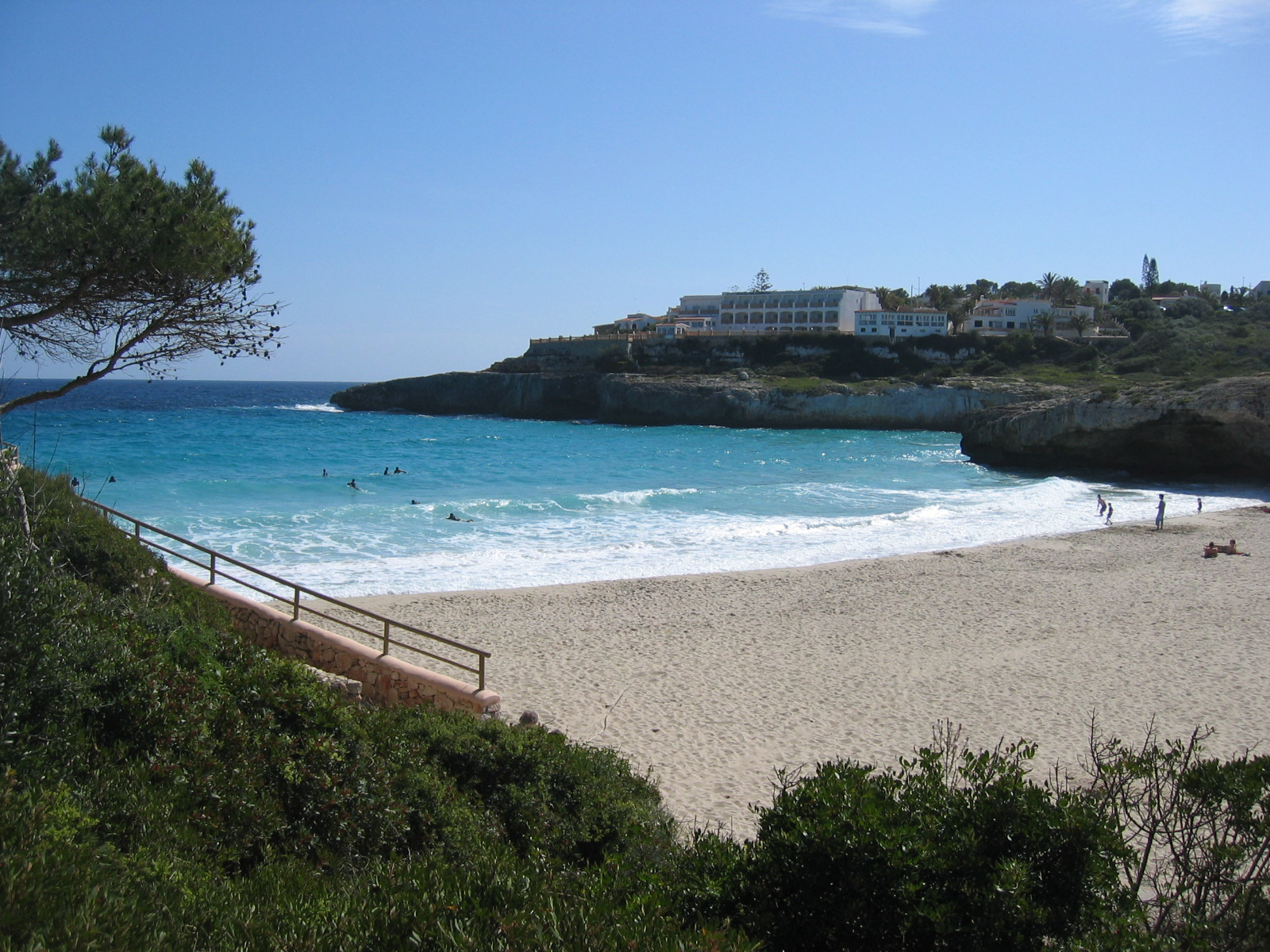
Playa de Cala Domingos Grande, en Calas de Mallorca

Calas de Mallorca (en catalán y oficialmente Cales de Mallorca) es una localidad y pedanía española perteneciente al municipio de Manacor, en la parte oriental de Mallorca, comunidad autónoma de las Islas Baleares. En plena costa mediterránea, anexa a esta localidad se encuentra el núcleo de Cala Murada, y un poco más alejados están Porto Colom, Son Macià, Cala Romántica y Cala Anguila-Cala Mandía.
Está formada principalmente por establecimientos hoteleros en la histórica posesión de s'Hospitalet Vell, e incluye las playas de cala Antena, cala Domingos Grande y cala Tropicana (o Domingos Pequeño).

## Demografía
Según el Instituto Nacional de Estadística de España, en el año 2021 Calas de Mallorca contaba con 1 009 habitantes censados, lo que representa el 2,25% de la población total del municipio.

### Evolución de la población
| Gráfica de evolución demográfica de Calas de Mallorca entre 2011 y 2021 |
|                                                                         |
| Datos según el nomenclátor publicado por el INE.                        |

## Comunicaciones
Algunas distancias entre Calas de Mallorca y otras ciudades:
| Ciudades          | Distancia (km) |
| ----------------- | -------------- |
| Manacor           | 18             |
| Palma de Mallorca | 66             |